# 前原誠司
前原 誠司（まえはら せいじ、1962年〈昭和37年〉4月30日 - ）は、日本の政治家。日本維新の会所属の衆議院議員（11期）。日本維新の会顧問、京都維新の会代表。
京都府議会議員（1期）、民主党代表（第5代）、国土交通大臣（第12代、第13代）、外務大臣（第139代）、国家戦略担当大臣、民主党政策調査会長（第11代）、内閣府特命担当大臣（防災、沖縄及び北方対策、経済財政政策、科学技術政策、原子力行政、宇宙政策）、民進党代表（第3代）、国民民主党代表代行、教育無償化を実現する会代表（初代）、日本維新の会共同代表（第4代）を歴任。

## 生い立ち
京都市左京区生まれ。両親は鳥取県出身（父親は境港市、母親は日野郡日南町）である。前原によれば「根っからの京都の人というのは三代百年住んでいないとなかなか認めてくれないんです。…昔の人から言うと、まだ「入り人（いりびと）」という範疇（はんちゅう）に入ります。」という。

### 少年時代
両親が山陰出身ということで、幼少時から夏には墓参り等で列車に乗って出かけていて、SLも走っていたため、自然に鉄道が好きになった。

また電車好きが高じて、小学校の5、6年のあるとき「失踪事件」を起こしている。
1人で行くことになったんですが、米子で境線に乗り換えるという行程で、当然おじさんとおばさんが迎えに来てくれていたわけです。でもいつまでたっても誠司が降りてこないということで大騒ぎになった。私はといえば、せっかくなので、米子で降りず玉造温泉まで行ったんです。玉造温泉でSLの交換があるというダイヤを調べていたので、それを撮影してから境港に行きましたから。4時間ぐらい遅れたのでしょうか。えらく怒られましたね（笑）。—前原誠司、

### 中学時代
中学受験では、奈良の東大寺学園中学校と、姉も通う京都教育大附属中に合格した。本人は私立の男子校である東大寺学園に進学希望だったというが、家計の事情で私立より国公立を望む母親の意向や、男子校よりも共学校に進学させたいという希望もあり男女共学で国立の京都教育大附属中に進学した。
中学2年の時、京都家裁の総務課庶務係長だった父が亡くなった。そのため、母親は勤めに出た。母子家庭で苦労したという。

### 高校時代
京都教育大附属高1年から大学を卒業するまで、奨学金を受けながら勉強する。高校時代は野球部に所属していた。
父親が生前裁判所に勤めていたため、家に法律の本が沢山あったことがきっかけで、京都大学法学部を受験するが失敗。母親から許された1年の浪人時代に手にした高坂正堯の『国際政治』を読む。同時期に読んだイマニュエル・カントや坂本義和の著作に違和感を覚え、高坂のほうに惹かれたことが、自身の分岐点だったことを述懐している。

### 大学時代
一浪の末、京都大学法学部に入学後は、学費、生活費捻出のため、バスの添乗員から魚の卸売市場、喫茶店のウエーター、塾の講師等、ほとんど寝ないで働きつつ、高坂正堯の下で国際政治学を学ぶ。卒業にあたり、外交官の道に進むか大学に残るか、あとは漠然と政治家にと考え高坂に相談したところ、「学者は天才でなければならない、外交官は東大が羽振りを利かせているし、おまえはおやじがいないからどうか。山田宏を紹介してやるから」との助言を得て松下政経塾への入塾を決断した。

### 松下政経塾時代
1987年（昭和62年）、松下政経塾へ第8期生として入塾する。山田によれば当時から凄まじい野心に燃えており、「外務大臣になって国の役に立ちたい」と語っていたという。同期生に玄葉光一郎や勝又恒一郎がいる。

## 政界へ

### 京都府議会議員
1991年（平成3年）4月、松下政経塾を卒塾。被選挙権を得た最初の京都府議会議員選挙（左京区選出）に立候補し、後に同じ京都出身の衆議院議員となる北神圭朗ら学生ボランティアの支援により府議会史上最年少の28歳で初当選した。
前原によると「左京区というのは、ぼくの生まれた場所ですが、親父が死んでからは、山科区に引越したんです。ですから中学2年生からずっと離れていたので、そのとき住んでいた山科で出馬するか、生まれ育った左京で出馬するかずっと迷ったんです。結局、生まれ育ったところということで、左京で立候補して、今に至るんですけれども。」という。
京都府議会議員時代は、厚生労働、環境対策、同和推進副委員長、文教委員を歴任。

### 日本新党・民主党

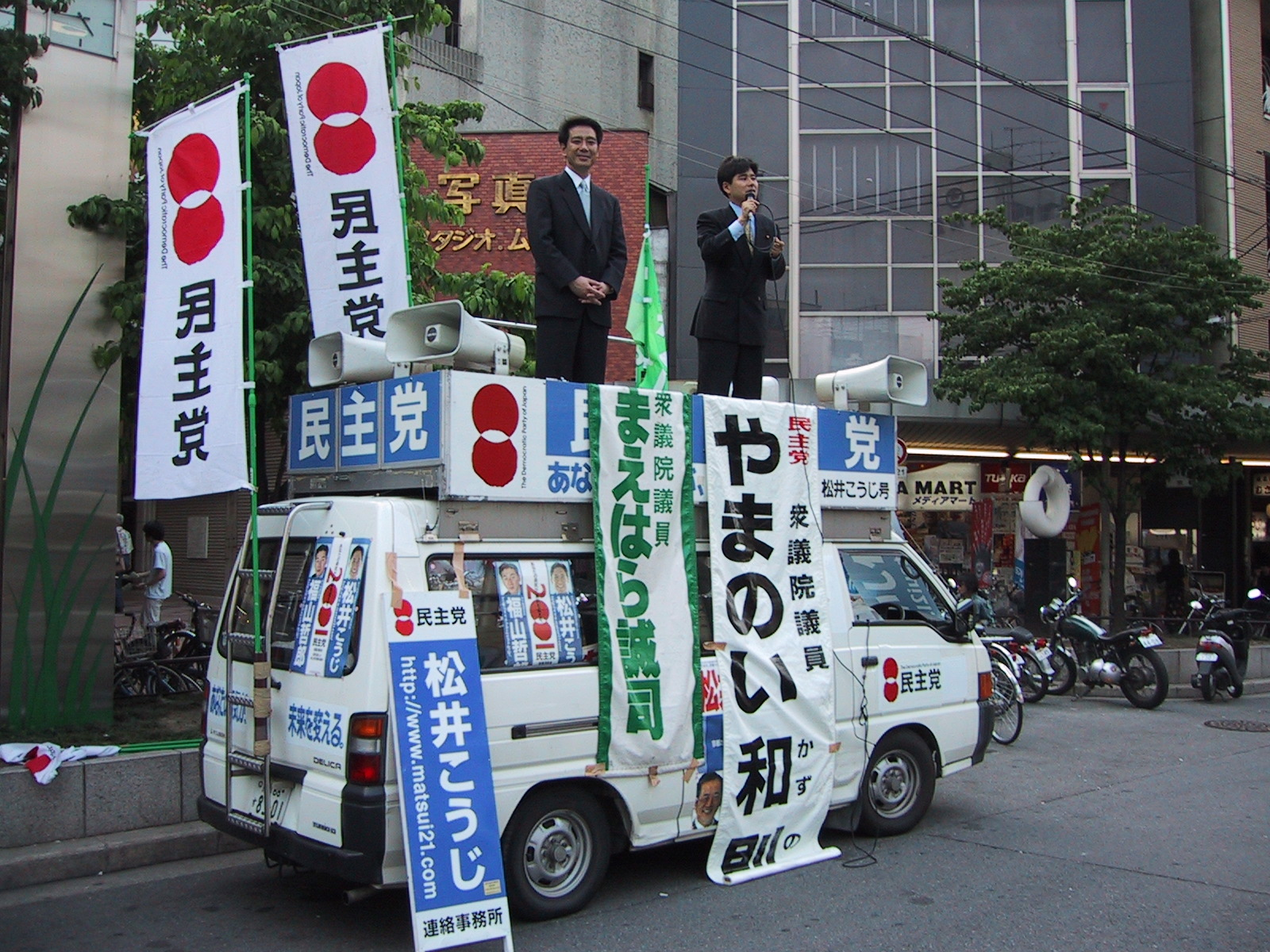
2001年6月9日、山井和則と共に街頭演説を行う前原

1992年（平成4年）に野田佳彦・小池百合子・山田宏・樽床伸二・中田宏らとともに日本新党へ参画。
1993年（平成5年）の第40回衆議院議員総選挙で京都1区において日本新党公認・新党さきがけ推薦で立候補して初当選。しかし東京佐川急便事件での細川護熙の借入問題に端を発した連立政権崩壊によって、細川内閣が総辞職。その後、枝野幸男・荒井聰・高見裕一らとともに日本新党を離党し、民主の風（院内会派）を結成する。この離党について、細川夫人が前原を「恩を仇で返す薄情な男」と怒っていたと週刊現代は報じている。その2ヵ月後には「民主の風」メンバーとともに新党さきがけに合流し、菅直人政調会長（当時）のもとで政調副会長、院内幹事（国会対策委員長）渡海紀三朗の下で院内副幹事（国対副委員長）をそれぞれ歴任する。
1995年（平成7年）第17回参議院議員通常選挙では与野党を超え民改連現職笹野貞子を支援。1996年（平成8年）の総選挙直前に旧民主党、1998年（平成10年）の民主党の結党に参加。
2002年（平成14年）9月の代表選挙では、鳩山・菅の二枚看板（いわゆる「鳩菅体制」）に危機感を覚え、世代交代を図るため「第二期民主党をつくる有志の会」を結成する。
党内では幹事長代理、「次の内閣」ネクスト外務大臣、ネクスト防衛庁長官なども務めた。

### 民主党代表

#### 2005年党代表選挙
2005年（平成17年）9月11日の第44回衆議院議員総選挙において、政経塾の後輩で自民党新人の山本朋広を破り、小選挙区勝利で再選（政経塾の先輩後輩が定数1対決は、96年東京3区でのさきがけ現職・宇佐美登VS新進党新人・松原仁以来）。
岡田克也代表が民主党敗北の責任をとって辞任を表明したことを受けて前原は同年9月17日に行われる代表選に立候補し、菅直人を2票の僅差で破って第5代代表に選出された。朝日新聞は、「目指せ、日本のブレア」と題した社説を載せた。

#### 内政と外交
2005年（平成17年）12月2日に東京の大学で講演した際、「日米安保と防衛の一方的な依存は、アメリカに対する過度の甘えである」として、自由民主党の対米追従を批判した。同8日にアメリカで講演し、中国の軍事力拡大などについて「現実的脅威に毅然とした対応が重要」と述べてシーレーン（海上交通路）防衛のために集団的自衛権を行使できるよう憲法改正の必要性を主張した。さらに同12日に中国で講演し「中国を軍事的な脅威であると見なす声が増えています」と述べたことから、反発した中国側が胡錦濤国家主席との会談をキャンセルする事態となった。この件について、前原は訪問先の北京で記者会見を開き、中国脅威論の主張を根拠に要人との会談を拒否した中国政府の対応を批判して、「（率直に物を言わぬ上辺での）友好は砂上の楼閣になってしまう」と指摘した。前原は帰国後、中国脅威論に基づく自身の発言を撤回する意思が無いことを表明した。また、「言うべきことを言ったことに自信と誇りを持っている。口だけで『友好』『友好』と言ってきた親中派とは違う」と述べた。
この「現実的脅威」発言に対しては、「中国が脅威、不安をあおっているというのは確かだ」（麻生太郎）、「党の方針ではそのような考えはとっていない」（鳩山由紀夫）などの声が上がった。

#### メール問題
2006年（平成18年）の第164回国会は冒頭から耐震偽装問題、米国産牛肉の輸入問題、ライブドア事件、防衛施設庁の官製談合事件などいわゆる「4点セット」により民主党は与党を追い詰める立場にあった。しかし同年2月、衆議院予算委員会で永田寿康の質問に端を発した堀江メール問題に関連して前原はひとまずメールの真偽論争は避けて、国政調査権行使によって武部勤自民党幹事長の息子の金融機関の口座を調査するよう党首討論で小泉純一郎首相に要求した。同時に、自民党が国政調査権の行使を確約するならば、これを担保に金融機関の口座番号も含めた情報を民主党も提示するとしたが、この追及は騒動の発端となったメールの信憑性が低かったことから逆に批判を浴び、前原や民主党の立場を弱めることになった。自民党からは非難の声が上がり、民主党へは抗議電話が殺到した。
前原は2月28日に謝罪会見を行い、同時に代表続投を宣言したが、代表選挙で前原陣営の選挙対策委員長として票を取りまとめ、前原の意思を尊重して国会運営に当たっていた野田佳彦国会対策委員長の引責辞任を余儀なくされ、執行部の右腕を失う結果となった。前原の代表続投宣言のあとも、民主党の堀江メール問題はマスメディアで取り上げられ続け、前原は3月31日に代表辞任を表明した。この表明を受けて鳩山由紀夫も幹事長辞任を表明、永田寿康も代議士辞職を表明した。4月7日、民主党代表選で小沢一郎が菅直人を破って当選し、前原体制は半年余りで終焉した。
2008年（平成20年）に刊行された民主党秘書らによる『民主党10年史』（第一書林）では、メール問題について「普通の企業なら当然備わっているはずの危機管理と統治能力がなかった」「党執行部の仲良しグループ化が生んだ情報囲い込み」と指摘し、前原と（事件から半年後に内閣総理大臣・自由民主党総裁に就任した）安倍晋三を「タカ派的体質、自信過剰という点で共通点が多い」とした上で「両若手指導者が短命で終わった点は興味深い」と述べている。

### 民主党代表辞任後

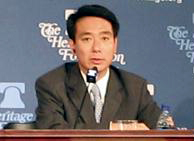
2007年5月1日、第31回日米安全保障専門議員交流にて

小沢のISAF構想や国連中心主義には賛同しつつも、「日本外交の基本は日米同盟」であり「国連至上主義」になってはいけないと説明。同年9月に小沢一郎が民主党代表に再選された際には、党副代表就任を要請されたが、これを固辞した。最終的に、前原グループから新たに執行部入りする議員が出ることは無かった（ただし、本人は新たに常任幹事となり、党常任幹事会にも参加している）。
2007年（平成19年）、秋の臨時国会を前にした8月31日の民主党改造人事で、岡田克也、石井一、髙木義明、川端達夫ら主要幹部とともに党副代表に就任した。
2008年（平成20年）6月、前原は、『中央公論』7月号での自民党の与謝野馨との対談で、農家への戸別所得補償や子ども手当などを始めとする2007年（平成19年）7月の参院選マニフェストについて、これらの公約の必要経費を18兆円と試算したうえで「行革だけでは財源を捻出するのは絶対無理」「私は、（民主党は）『君子豹変』しないかぎり、まともな政権運営はできないと思いますよ」と持論を展開した。財源論についても、党内の政策責任者の間で疑問が強かったにもかかわらず、最後は小沢の「エイヤ！」の決断で押し切られたことを明らかにした。これに対し、民主党「次の内閣」の現・前・元の農林水産大臣である筒井信隆・篠原孝・山田正彦らは、この前原の主張は、前原自身が代表時代に提出した民主党の食料の国内生産及び安全性の確保等のための農政等の改革に関する基本法案を自ら不可能なばら撒きとして否定したことになるとして抗議と説明の電子メールを党所属国会議員全員に向けて一斉送信した。
このメールでは週刊文春に掲載された「前原は事務所に出勤すると菓子パンと惣菜パンを食べるのが日課だが、ある日新人秘書が誤って菓子パンを2個用意したところ、『菓子パンなんか2個も食えるか！』と叫んでをごみ箱に投げ捨てた」とする記事（週刊文春2007年10月18日号）に触れ、「生命の維持に欠くことのできない食料を粗末にするような人間に食料・農業について論ずる資格はなく、議員としての資質ばかりか、その人間性に重大な問題があると言わざるを得ない」と非難しているが、週刊誌ネタを理由にした指弾には疑問の声も多く、連名で加わった篠原孝自身も、後に「菓子パンについての記述は削除するように進言したが聞き入れられなかった」「配信直前に穏便に事態を収拾しようとしたが都合がつかなかった」「菓子パンの記述が（この文書の）品格を下げたという人が大半だった」と釈明している。
2008年（平成20年）9月に実施された民主党代表選に関して、「小沢執行部は及第点」と評価しているがマニフェストを進化させるために無投票を避けるべきだと主張した。これについて鳩山由紀夫から、前原が小沢代表に採点を下すのは「おこがましい話だ」と批判され、以後前原は沈黙した。
2009年（平成21年）2月4日、衆議院予算委員会の質疑において、道路特定財源の一般財源化に伴い新設された「地域活力基盤創造交付金」の使途が主に公共工事にあてられることを強調し、「首相は“やるやる”詐欺の常習犯だ。選挙をやるといってやらない。一般財源化もやるといってやっていない」と批判した。これに「無礼な言論をしてはいけない」と注意した衛藤征士郎委員長に対して前原は「事実を言ったまで。委員長が文句を言うのはおかしい」と反論。続いて答弁に立った麻生は「詐欺というのは犯罪。これは犯罪ですか」と反論した。また公益法人の在り方について麻生が「事前通告がない」と答えると、前原は「事前通告はしている。そんな答弁するなら家で寝ていた方がましだ。一国の総理として恥ずかしくないのか。税金泥棒だ」と述べた。
2009年（平成21年）3月、小沢代表の資金管理団体をめぐる違法献金事件について「あれだけの献金を（西松建設から）もらうと、『それが合法であったっていいのか』という問題がある。私からすると考えられない数字」と疑問を呈した。また、民主党のマニフェストから「公共事業受注企業からの献金全面禁止」の文言が小沢就任以降消えていることに対し、「復活させてしっかり書き込む。国民に疑念を持たれないようにするのが大事」との認識を示した。
前原と、同じく民主党副代表（当時）の岡田克也がアメリカのワシントンを個別に訪れた際に、アメリカ側に「今の日本は拉致解決に固執しすぎて北朝鮮の核放棄への障害となっている」と発言した、と報じられた。
2009年（平成21年）5月、財団法人日本漢字能力検定協会の関連会社などから受けていた政治献金を返還すると発表。この関連会社には同協会からの資産が流出したと報道された。前原は報道各社に対し、「公益法人のあり方が問題になっていることにかんがみ、けじめをつける。」などとする書面を送付し、支部長を務める政党支部で受けた献金を返す意向を示した。
2009年（平成21年）5月の党代表選挙では事前に有力候補と見られていたが、出馬を見送り、政策的に近い野田佳彦広報委員長とともに自身のグループをまとめて岡田克也を支持した。

### 国土交通大臣
2009年（平成21年）8月30日、第45回衆議院議員総選挙が行われ、民主党は総議席の3分の2に迫る308議席を獲得。結党以来の悲願であった政権交代を成し遂げた。それによって2009年（平成21年）9月16日に発足した鳩山由紀夫内閣において、前原は第12代国土交通大臣に就任した。沖縄及び北方対策担当大臣、防災担当大臣も兼務（防災担当については、後に閣内の役割分担の見直しに伴い中井洽国家公安委員会委員長が兼務することとなり、2010年1月に兼務を解かれた）。

#### ダム事業
前原は国土交通大臣に就任直後の2009年（平成21年）9月17日未明、記者団の取材に対して、国が進めていた八ッ場ダム（群馬県）と川辺川ダム（熊本県）の建設事業について「（第45回衆議院議員総選挙における民主党の）マニフェストに書いてあることなので（事業を）中止します」と明言。これに対し、国の直轄事業であるとはいえ地元の意向を直接確認しないままの大型事業休止の方針発表は、とくに八ッ場ダムについては共同事業者である関東各都県の知事を始めとする地元関係者の反発を招いた（詳細は八ッ場ダム#民主党政権による事業計画の転換を参照）。また前原は、ダム建設事業については10月9日に国土交通省直轄ダム建設事業の56事業のうち、改修事業を除く48事業について「2009年度は（ダム事業を“調査・設計”→“用地買収”→“生活再建工事”→“転流工工事”→“本体工事”という段階に区切った場合における）新たな段階に入らない」ことを表明、ダム建設事業を全面的に見直す立場を示した。完成寸前のダムも存在しており（長井ダム、胆沢ダムなど）、各地で反対の声が上がっている。

#### 航空行政
日本の空港にかかる施策について、政策の大幅な転換を示し、全国の空港整備事業の予算的裏付けとなっており、空港使用料・着陸料の高止まりの原因と指摘されている社会資本整備事業特別会計空港整備勘定（旧空港整備特別会計）について抜本的に見直すことを表明した。

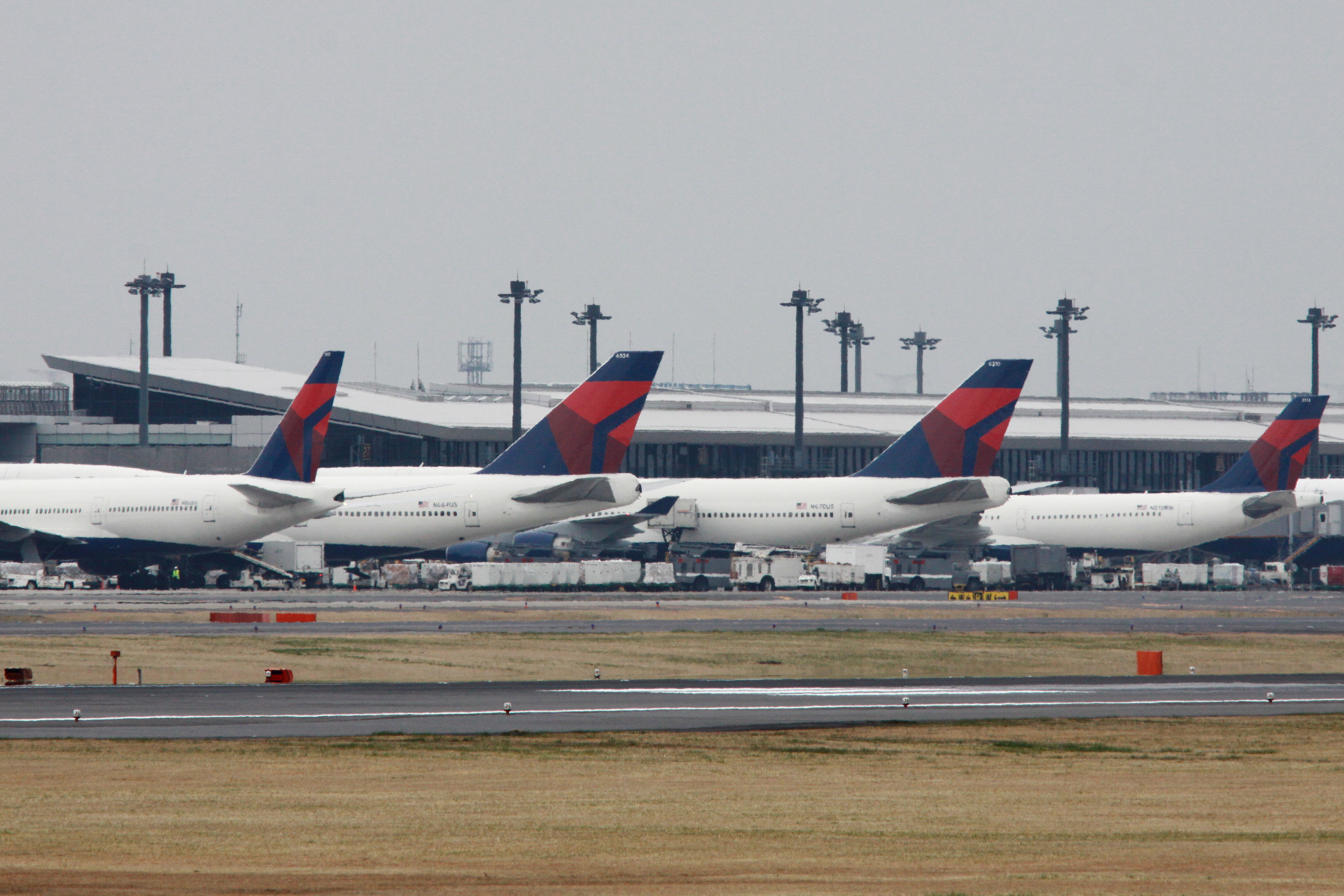
成田空港でハブ運航を行うデルタ航空（2010年）

事実上国内線優先となっていた東京国際空港（羽田）については、2010年の再拡張事業を機に、第1次安倍内閣のアジア・ゲートウェイ構想で推進された再国際化だけでなく、成田国際空港（成田）との時間帯・路線の棲み分けを撤廃し、24時間運用による拠点空港（ハブ空港）化を目指す方針を、2009年（平成21年）10月12日に明らかにした。
羽田のハブ空港化については、立地上地元への恩恵享受が期待できる石原慎太郎東京都知事や松沢成文神奈川県知事らが歓迎の意向を表明した。
一方、構想の表明は事前の相談なく行われたものであり、成田の地位低下を懸念する森田健作千葉県知事・小泉一成成田市長らや、関西国際空港（関空）のハブ空港化が事実上後回しとされた格好となった橋下徹大阪府知事らが異議を唱える場面も見られた（ただし、両知事とも羽田空港再国際化そのものについては一定の理解を示している）。
特に成田では、国・県・空港周辺の9市町・成田国際空港株式会社（四者協議会）の長年の対話がようやく成果を結び、年間30万回への発着枠増強について前向きな議論が交わされていたところであり、さらには開港以来の念願であった2500メートル平行滑走路の供用を10日後に控えていたにも関わらず、過去の経緯を踏まえずになされた前原の発言で、完全に水を差された格好であった。したがって地元からは、「歴史を知らない発言だ」「乱暴で虫が良すぎる。歴史的な経緯を踏まえて理解を求めるべきではなかったか」と怒りの声が上がった。
2010年10月に羽田が再国際化すると、地方での国際線利用が韓国の仁川国際空港から羽田へ回帰する傾向が見られたが、この効果自体は従来のアジア・ゲートウェイ構想での棲み分けと両立した再国際化であっても一定程度期待しうるものである。
逆に、アメリカ合衆国連邦政府との2国間交渉を経て、アジア・ゲートウェイ構想の下では深夜便しか認められていなかった米国路線へ昼間時間帯での羽田発着枠解放が実現すると、成田を拠点にハブ運航（以遠権を利用した太平洋路線とアジア路線の乗り継ぎ）を行っていたデルタ航空が、首都圏空港間での旅客分散を嫌って、成田発着の路線を減便し（デルタ航空は、日本の航空会社にアライアンスパートナーがいないため、羽田空港での国内線-国際線乗り継ぎの恩恵を受けにくいという事情がある）、その代わりに韓国路線を増便する動きを見せるなど、日本の空港の国際ハブ機能（国際線同士の乗り継ぎ）が低下する負の作用が生じている。前原の発言から約10年後の2019年8月9日、デルタ航空は成田から完全撤退し羽田へ移管することを発表した。移管後の羽田空港で展開されるのは太平洋路線のみであり、日本でのハブ運航は行わずに国際ハブ機能は仁川等他のアジア主要空港にシフトさせるものと見られている。
また、関西三空港の問題については、大阪国際空港（伊丹）を「伊丹は経営的にも優良な空港で、存続させていくことが大事。現時点で廃港は考えていない」としつつ、国管理空港であった伊丹を株式会社化した上で関空と持株会社の元で経営統合させる構想を持っており、将来的な伊丹廃止を謳う橋下府知事も同案に賛同の意を表明した。なお、この構想は2012年（平成24年）4月1日に新関西国際空港株式会社の設立という形で、現実のものとなっている。
当時深刻な経営難に陥っていた日本航空グループに対しては、「飛行機が飛ばない状態を避ける」との意向の下、私的にJAL再生タスクフォースを立ち上げ、主力取引行と共に私的整理の方策を探っていたが、JALの経営を託す予定だった稲盛和夫や、企業再生支援機構が会社更生法の適用による事前調整型の法的整理の意向を示したため、これに押し切られる形で、JALの法的整理を容認した。
JAL123便墜落事故から25年目となる2010年（平成22年）8月12日、歴代の運輸大臣・国土交通大臣で初めて「御巣鷹の尾根」への慰霊登山を行った。

#### 道路行政
民主党がダム事業見直しとともに、第45回衆議院議員総選挙のマニフェストに掲げた主要な高速道路料金の原則無料化については、2010年（平成22年）2月2日に同年6月から全国37路線で無料化の社会実験を実施すると発表。また、4月9日には全国の主要高速道路料金に全時間帯・全車種において上限制（普通車・NEXCO各社の場合2000円）を導入するとした。
その一方で、これらの政策を実行するための予算、ならびに小沢一郎からの強い要望で道路整備の予算を確保するために、麻生内閣が2009年（平成21年）4月から「当面2年間の予定」として導入した休日特別割引や深夜割引などのETC割引制度の大半を原則廃止（休日特別割引は前倒し終了、深夜割引等は段階的廃止）するとしたため、近距離利用者を中心に実質値上げになるとして、政府・党の外部だけではなく、小沢や川内博史衆議院国土交通委員長等からも異論が聞かれた。これに対し前原は「（小沢氏は）道路整備をしろと言っておきながら、値段が上がってもいけないと。二律背反なことをおっしゃっている」「法律事項ではないとはいえ、変えることはガバナンスが問われることで絶対に認められず、現時点では見直すつもりはない」と反論している。

#### JR不採用問題
1987年の国鉄分割民営化に反対した国鉄労働組合の組合員がJRに再雇用されなかったJR不採用事件は、2003年12月22日に最高裁判決で組合員側の敗訴が確定。2010年5月、前原は与党3党と公明党より和解案の提示を受け、旧国鉄の業務を引き継いだ鉄道建設・運輸施設整備支援機構に対し和解手続きに入るよう指示。6月28日、同機構が原告904人に総額199億円を支払うことで和解が成立した。

#### その他
2009年（平成21年）12月15日、明仁天皇と中華人民共和国副主席・習近平が会見を行ったこと（いわゆる天皇特例会見）について、「元首相、自民党の方から要請が首相官邸に届いたということで、我々がルールを曲げたということではないと聞いている」と述べた。
2010年（平成22年）6月2日の鳩山由紀夫内閣の退陣表明に伴う民主党代表選挙においては、かつて2005年（平成17年）の代表選挙で対立候補だった菅直人を、「小沢色の払拭」「党人事の刷新」「日米協調」の三つの条件で支持した。その後、成立した菅直人内閣では国土交通大臣、沖縄及び北方対策担当大臣に留任した。
同年9月、菅代表の任期満了に伴って行われた民主党代表選挙においても、前回の代表選挙と同じく菅直人を支持し、菅の推薦人名簿にも名を連ねた。

### 外務大臣

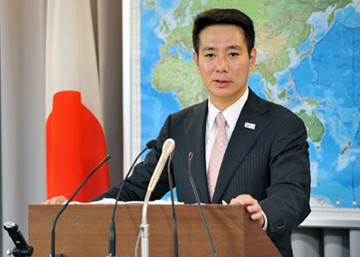
外務省での大臣就任会見にて

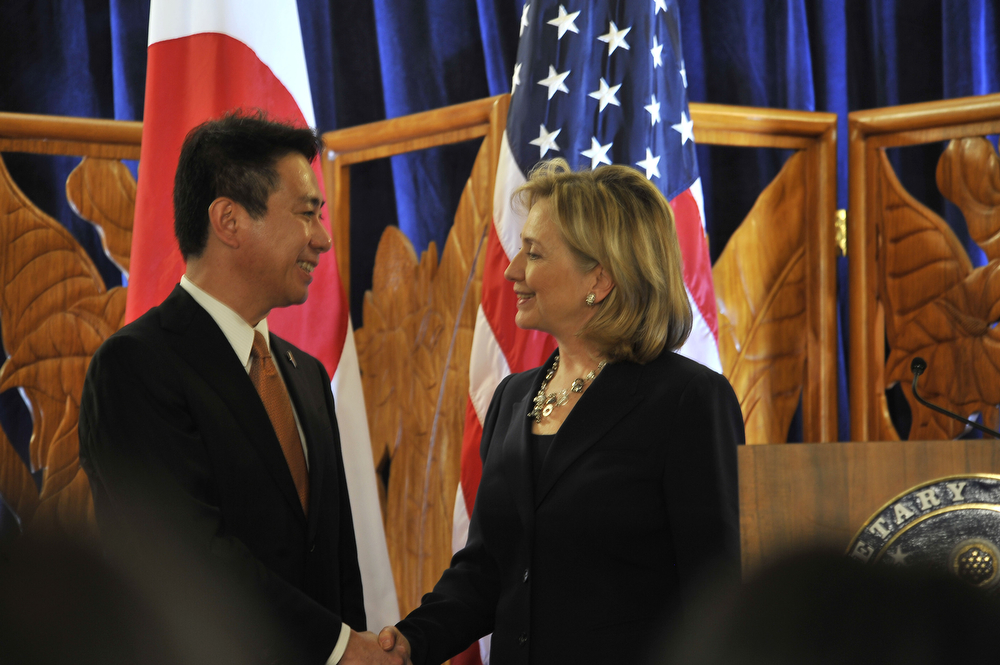
アメリカ合衆国のヒラリー・クリントン国務長官と

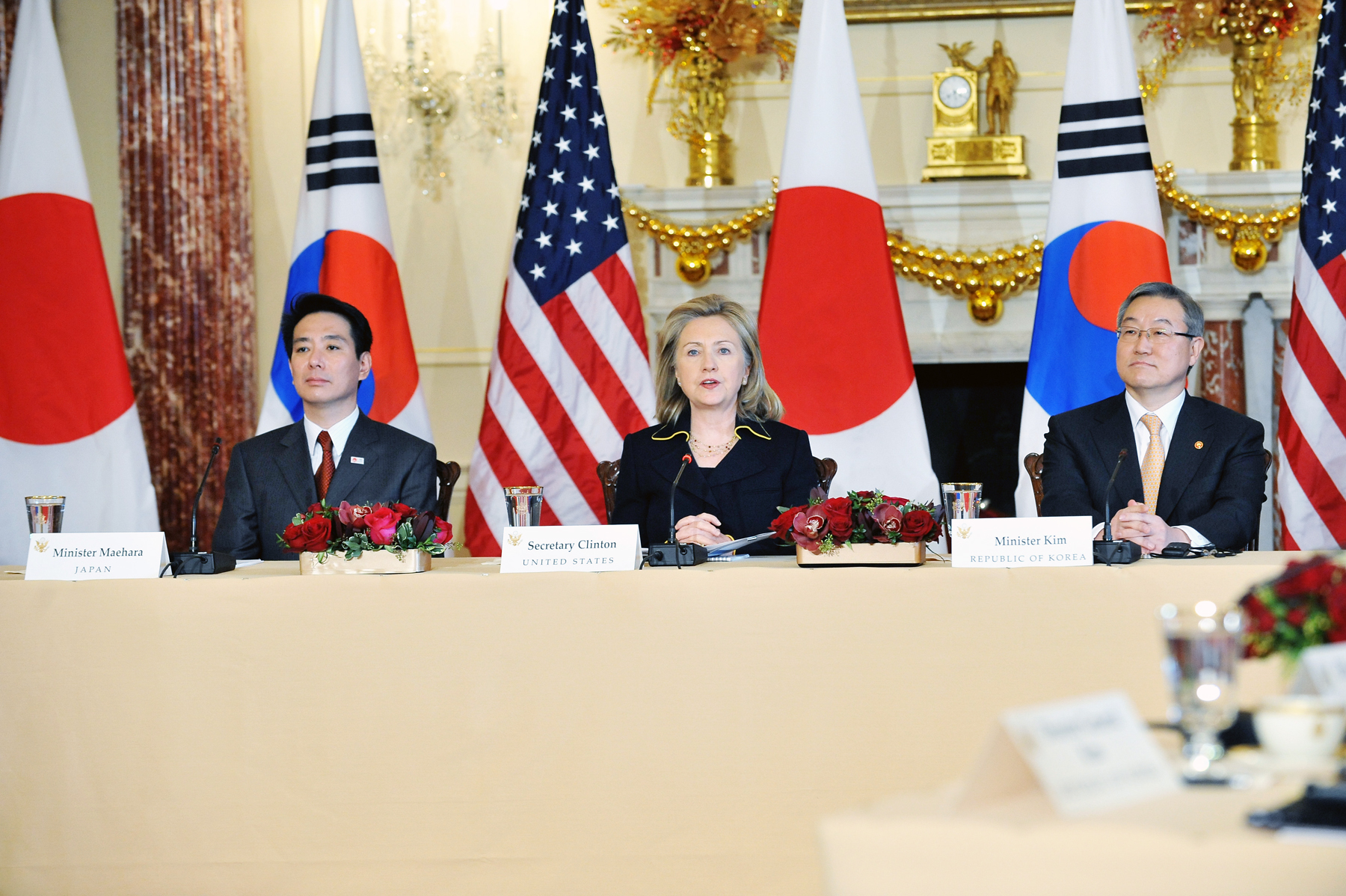
2010年12月6日、ワシントンD.C.の米国国務省にて、米国のヒラリー・クリントン国務長官、韓国の金星煥外交通商部長官らと共に

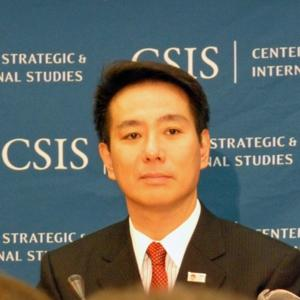
2011米国戦略国際問題研究所

2010年（平成22年）9月17日、民主党代表に再選された菅直人による菅内閣の内閣改造（菅第1次改造内閣）に伴い、民主党幹事長に就任した岡田克也の後任として、外務大臣に横滑りで就任。48歳4ヶ月での外相就任は、池田内閣における小坂善太郎外相を抜いて、戦後最年少（当時）であった。
2011年1月の第2次改造内閣でも外相に留任した。

#### 尖閣諸島中国漁船衝突事件
2010年（平成22年）9月8日、沖縄県石垣港、沖縄県尖閣諸島周辺の日本領海内で海上保安庁の巡視船に中国漁船が衝突し、中国人船長が逮捕された。日本の対応について中国から抗議を受けていることについて、前原は、「（尖閣諸島に）領土問題はない」と強調し、公務執行妨害容疑で逮捕された中国人船長の処遇について「日本の国内法に基づき粛々と対応する。それに尽きる」と述べ、中国側が求める中国人船長の早期釈放には応じないとした。前原は石垣市の石垣海上保安部・巡視船艇の係留所を視察して職員を激励し、「尖閣諸島に領土問題はない」とし、逮捕した漁船の船長の処遇も「日本の国内法に基づき粛々と対応する。それに尽きる」と、従来の主張を繰り返した。公務執行妨害容疑で逮捕された中国人船長の拘置延長が決まる前の2010年（平成22年）9月19日のNHKの番組にて、前原は「今回は偶発的な事故だと思っている。冷静に中国も対応してほしい」「国内法に基づいて粛々と対応する」「戦略的互恵関係を強めるためにも、われわれの立場を保ちながら中国と話し合いたい」と述べた。一方で、この事件を受けて中国国内で起こっている日本に対する抗議活動について「中国政府も抑制のための努力をしている」と発言した。しかし、2010年（平成22年）9月24日、船長は「諸般の事情のため」との那覇地検の判断により釈放された。
これについて読売新聞は、国連総会出席のためアメリカを訪問していた前原がアメリカ政府の国務長官ヒラリー・クリントンとの会談の中で、「まもなく解決しますから」と自信ありげに伝えたとし、中国人船長の「釈放」に動いたのは官房長官の仙谷由人、そして外務大臣の前原であったとされる、と報じた。前原自身は、「那覇地検が手続きの中で決めたので、政府として従うということだ」と述べ、自らの政治的な関与はなかったことを重ねて強調した。
翌10月27日には米ハワイ・ホノルルにおいて、米国務長官ヒラリー・クリントンと約2時間に渡って会談。中国からの輸出停滞が国際問題化となっているレアアースについて、供給源を多角化させる必要があると認識で一致するとともに、中国が領有権を主張している尖閣諸島は日米安保条約第5条の適用対象であるとの認識においても一致。クリントンは前原との会談を終えた後の共同会見で、尖閣諸島について「米国の日本防衛義務を定めた日米安保条約第5条の適用対象になる」旨を改めて明言した。

#### 環太平洋戦略的経済連携協定（TPP）
TPP交渉を巡っては、2011年10月に「対GDP比で僅か1.5%に過ぎない第一次産業の保護のため他の分野が犠牲になるのはおかしい」と反保護主義的主張を記者会見の場で行った。

#### 在日外国人献金問題、引責辞任
2011年（平成23年）3月4日、参議院予算委員会にて、自民党の西田昌司議員からの質問により、前原本人の発言から、前原が京都市内の在日外国人（京都新聞が後日、韓国籍の女性であることと報道した）から政治献金を受け取っていたことが判明した。西田は、政治資金規正法により前原の公民権は停止されることを指摘し、前原の議員辞職を要求したが、前原は、「全体像を把握してから判断した方が良いと思います」と述べて、その場では結論を出さなかった。
2011年3月6日夜、前原は外務省で記者会見し、外相を辞任する意向を明らかにしたが、議員辞職については言及していない。また、問題となった人物が旧知の在日外国人であった事は認めたものの「献金を頂いているという認識は無かった」と、献金受領が故意ではないと否定している。前原は3月7日付で辞任となり、後任が決定するまでの外相臨時代理は枝野幸男が務め、3月9日に外務副大臣だった松本剛明が昇格となった。

#### その他
2010年11月27日、参院で問責決議案が可決された仙谷官房長官と馬淵国土交通大臣が辞任しない意向を示したことに対し、自民党などが2人の出席する委員会には出席しないとしたことについて「どこかの党は『審議拒否だ』と言うが、国会に出てこなかったら、あの人たちは税金泥棒だ」と批判した。
12月には、日伯国会議員連盟会長でブラジルとの関係も深い自民党の麻生太郎元首相に、2011年1月にブラジルで行われるブラジル大統領就任式への日本側の特使としての出席を打診し、麻生もこれを受諾した。

### 2011年党代表選挙
2011年8月に行われた民主党代表選では外相辞任から日が浅いこともあり、当初は野田佳彦の支援を検討していたが、増税を主張する野田では勝てないと判断し、自らが主催する凌雲会内の主戦論にも押される形で23日に自らの出馬を表明。
8月27日、立候補を届け出た。同日の共同記者会見では原発の新規建設を否定し、自民・公明両党との時限的な大連立などを主張した。
世論調査では、前原が代表選の全立候補者の中で圧倒的な人気を誇り、当初の下馬評では本命と目されていた。だが、党内での不人気や、外相辞任の原因となった外国人献金問題の影響もあって苦戦。
29日の代表選では、1回目の投票で395票中74票を獲得するが、3位にとどまった。

### 民主党政策調査会長
8月31日、野田佳彦代表の下で民主党政策調査会長に就任。
2011年11月10日、仙谷に代わって凌雲会の会長に就任。また、政治団体としての凌雲会の代表者についても、従来は仙谷由人として届け出ていたが、これを期に前原誠司に変更することになった。
2012年9月、民主党政調会長を退任。

### 国家戦略・経済財政担当大臣

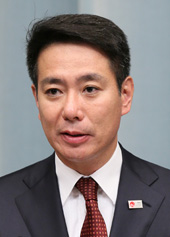
内閣広報室より公表された肖像（2012年 撮影）

2012年10月1日の野田内閣改造に際し、一時は財務大臣としての入閣も取り沙汰されたが、最終的には国家戦略担当大臣、海洋政策担当大臣、内閣府特命担当大臣（経済財政政策、科学技術政策、原子力行政、宇宙政策）として、1年8ヶ月ぶりに再入閣した。

#### 金融政策
2012年10月5日、経済財政担当大臣としては2003年の竹中平蔵以来9年半ぶりに日本銀行の金融政策決定会合に出席。同会合には在任中計3回に渡って出席し、日本銀行が掲げるインフレ目標1%実現のため強力な金融緩和を求める姿勢を強めた。また、金融緩和策の一環として外債購入も有効な手段である旨の発言を行った。このような働きかけもあり、日本銀行は9月、10月と2ヶ月連続に渡る金融緩和へと踏み切った。
同年12月に行われた第46回衆議院議員総選挙では、自身は選挙区での圧勝により7期目の当選を決めたものの民主党は記録的な大惨敗を喫し、物価上昇率2%を主張する安倍晋三率いる自民党が政権復帰を確実とした。その後の12月20日に行われた日本銀行の金融政策決定会合において、従来の物価上昇率1%を目指す中長期的な物価安定の目途の見直しが決定され、さらに2%の物価目標について言及が成されたことについては、閣議後会見で「（自身が日銀の金融政策決定会合に出席して、物価目標1%を達成するべく金融緩和を求めていた当時は、1%達成についてすら）他の方々が否定的な意見を出された」と述べた上で、総選挙後の日銀の動きについて｢（メンバーが全く変わっていないにも拘わらず）なぜ急に、これだけ大きく変わるのか。驚きを持っている」「今までと、どういう整合性、連続性、継続性があるのか。国会で厳しくチェックしたい」と述べ、日銀の姿勢の変化に対して疑問を呈した。

### 民進党代表
2016年3月に結成された民進党の初代代表・岡田克也が同年9月に任期満了を迎えた。これに伴って行われた民進党代表選挙に立候補したが、蓮舫に敗れ2位に終わった。
2017年7月27日、民進党代表の蓮舫が、同月の東京都議会議員選挙の結果を受けて辞任を表明。蓮舫の辞任に伴う代表選挙（9月1日実施）に立候補し、枝野幸男を破り第3代民進党代表に就任した。当選翌日の9月2日、前原は山尾志桜里を幹事長に抜擢する方針を決めるが、9月4日に「週刊誌が山尾と弁護士の倉持麟太郎との交際疑惑を取材している」との情報がもたらされる。このスキャンダルにより、9月5日に開かれた両院議員総会で山尾の幹事長人事は白紙となり、前原執行部は出だしで大きな打撃を受けた。山尾は9月8日付で離党した。
同年9月17日未明、NHKが「9月28日召集の臨時国会の冒頭で衆議院解散の見通し」と報道。関係者への取材により、内閣総理大臣の安倍晋三が公明党代表の山口那津男にその旨を伝えたことが明らかとなった。これを受けて前原は同日、東京都知事の小池百合子に連絡をとった。9月23日、安倍首相は私邸で自民党の岸田文雄政調会長と会い、「9月28日解散」を正式に決定した。9月25日、小池は自身が代表を務める新党「希望の党」の設立を届け出た。
同年9月26日夜、前原、小池、連合会長の神津里季生は極秘に会談。民進党と希望の党の合流が協議され、これについて最終調整に入ることで合意がなされた。9月28日午後、前原は両院議員総会で「どんな手段を使っても、安倍政権を止めなければならない」と高らかに宣言。その目的のため、党として比例代表を含め公認候補を擁立せず、希望の党に公認申請を依頼し、事実上希望の党と合流することを提案した。前原の提案は全会一致で承認された。また、同日のTBSの番組で、無所属で出馬する意向を表明した。
同年9月29日午前、前原は小池と新宿区内のホテルで約20分間、会談した。会談では候補者調整について、希望の党の若狭勝と民進党の玄葉光一郎総合選対本部長代行が実務的な話し合いを進めることが確認された。同日、自らは希望の党に公認申請せず当面民進党にとどまり、自らは無所属で出馬する意向を表明した。同日、小池は「リベラル派排除」を宣言。小池が記者団に「全員を受け入れるということはさらさらありません」と語る姿や、記者会見で「排除されない、ということはございませんで、排除いたします」と答える姿が何度もテレビに流れた。9月30日には民進党の前職、元職計15人の「排除リスト」が出回った。
同年10月3日、枝野幸男らによって新党「立憲民主党」が結党された。同日、前原は記者団の取材に応じ、民進党が分裂したことについて「全てが想定内だ。自分の判断は正しかったと思っている」と語った。
同年10月22日の第48回衆議院議員総選挙において、前原自身は京都2区で無所属で当選。しかし民進党は、自民党に絶対安定多数を単独で上回る284議席、自公政権としては定数の3分の2（310議席）を上回る313議席を許し、野党第一党の座も立憲民主党に奪われた。10月27日、前原は衆院選で党を分裂させる形で戦う原因をつくったことについて陳謝。民進党代表を引責辞任すると正式に表明した。前原が党代表の座にあったのは僅か2カ月間のことであった。

### 希望の党・国民民主党
代表辞職直後の2017年11月2日に民進党に離党届を提出し、同日受理された。同月6日に希望の党に入党届を提出、14日に了承された。11月16日、衆院選における希望の党への合流を振り返り、「民進党のまま戦っていたら、もっとひどいことになっていた。私は一貫して間違っていない。この道しかなかった」と述べた。
2018年5月7日、民進党と希望の党の合流により結党された国民民主党に参加した。同年8月、国民民主党京都府連の会長に就任。9月の国民民主党代表選挙では、自身が2度の民進党代表選挙で掲げた"All for All"に主張が近かったことを理由に、津村啓介に投票した。
2020年8月15日、国民民主党と立憲民主党との合流新党（新・立憲民主党）に参加せず、国民残留組の新党に加わる考えを表明した。9月15日に新・国民民主党の設立大会が開かれ、党代表代行に就任した。
2021年10月31日、第49回衆議院議員総選挙で10選。同年12月より党選挙対策委員長兼任。
2022年2月21日の衆議院予算委員会では政府の当初予算案に賛成したが、前原のみ「体調不良」を理由に国会を欠席。前原はBS-TBSの「報道1930」に出演した際、「トリガー条項の凍結解除が仮に取れたとしても、賛成する理由にはならないと思っていたし、ましてや取れてもいない段階で賛成するのはいかがなものか。与党にすり寄ったとしか見られない」と代表の玉木雄一郎の対応を批判した。
2022年の第26回参議院議員通常選挙では、京都府選挙区において長年政治行動を共にした立憲現職の福山哲郎を支援せず、日本維新の会公認の新人候補を全面支援したが、落選した。8月31日、党選対委員長を退任。
2023年8月21日、国民民主党代表選挙への立候補を届け出た。選挙戦では前原と再選を目指す玉木との一騎打ちとなり、玉木が自公連立政権との連携も排除しない考えを示した一方、前原は玉木路線を公然と批判し、日本維新の会や立憲民主党の一部との選挙協力に意欲を示したが、9月2日の投開票の結果、玉木に大差で敗れた。前原は「完敗だ。現実をしっかり受け止めたい」と述べ、代表選後の離党については否定した。代表選後の役員人事で代表代行に留任した。

### 教育無償化を実現する会
2023年11月30日、国民民主党に離党届を提出し、教育無償化を実現する会を結成。自らが代表に就任した。
同年12月13日、国民民主党両院議員総会において、提出されていた離党届を受理せず、「党の結束を乱した」として、前原らは除籍処分となった。
2024年1月15日、前原は維新の馬場伸幸代表と記者会見を行い、同月26日に会期を迎える第213回国会（通常国会）において、両党が衆参で統一会派の結成に合意したと発表し、翌16日に衆参で統一会派の結成を届け出た。会派名は「日本維新の会・教育無償化を実現する会（略称：維教）」となる。同年8月22日、維新の馬場代表と次期衆院選を前にした政党合流を含めて協議を始めると明らかにした。同年9月11日、連合京都は次期衆院選での前原の推薦を取り消すことを決めた。維新と合流に向けた協議を進めていることから、連携が難しいと判断した。

### 日本維新の会
2024年10月3日、前原は維新の馬場代表と記者会見を行い、教育の無償化を実現する会に所属する衆参4議員が維新に合流すると発表した。10月10日、維新が正式に前原らの入党と同月27日投開票の第50回衆議院議員総選挙での公認を発表した。党国会議員団副代表に就任した。投開票の結果、京都2区で11選。当選後、支持者らに「維新に合流して批判がかなりあった中でも私の思いを理解してもらい、支援の輪を広げてもらったたまものだ」と述べた。
同年12月1日、党の新代表に選出された吉村洋文は前原を共同代表に充てたい意向を表明し、翌日行われた党の両院議員総会にて、共同代表に選出された。同月15日、党京都府総支部は代表に前原を充てる人事を決めた。
2025年7月31日、第27回参議院議員通常選挙での維新の不振を受けて吉村代表に進退伺を申し出たことを記者団に明らかにした。8月5日の党役員会で引責辞任する考えを表明した。岩谷良平幹事長、阿部司総務会長、漆間譲司国会対策委員長も辞意を示した。8月12日、党顧問に就任。

## 政策・主張・理念

### 政治的立場
旧民主党・民進党において、保守派・右派の代表格とされ、非自民・非共産の中道勢力結集の立場を取っている。

### 憲法観
2012年、憲法改正に賛成。「憲法を改正するか解釈変更して集団的自衛権を行使できるようにすべきだ」という意見に「賛成」。
2014年、憲法改正に賛成。「集団的自衛権の行使を認める閣議決定が行われたことを評価しますか」という質問には、「どちらかと言えば評価しない」。
2017年、憲法改正に賛成。憲法9条の改正について、「改正して、自衛隊の役割や限界を明記すべきだ」としている。「民進党内では、他党への配慮から改憲論議すらできない雰囲気に」なったことを受け、「憲法改正の議論自体を封印する民進党の『左傾化』に危機感を覚え、党代表として路線変更」を断行。民進党を希望の党に流し込む。
2019年、前原は、「首相の目指す方向性が就任当初は96条改正だったのに、現在は9条への自衛隊明記を含む党改憲案4項目などへ変わっている」と指摘。自民党サイドから取り込みの動きを強めると見られており、野党内では早くも「水面下で、渡辺周元総務副大臣、毎度お騒がせの前原誠司元外相に声がかかっている」と囁かれている。

### 外交・安全保障
集団的自衛権の解釈変更による行使容認が持論で、早くからそれを提唱していた。

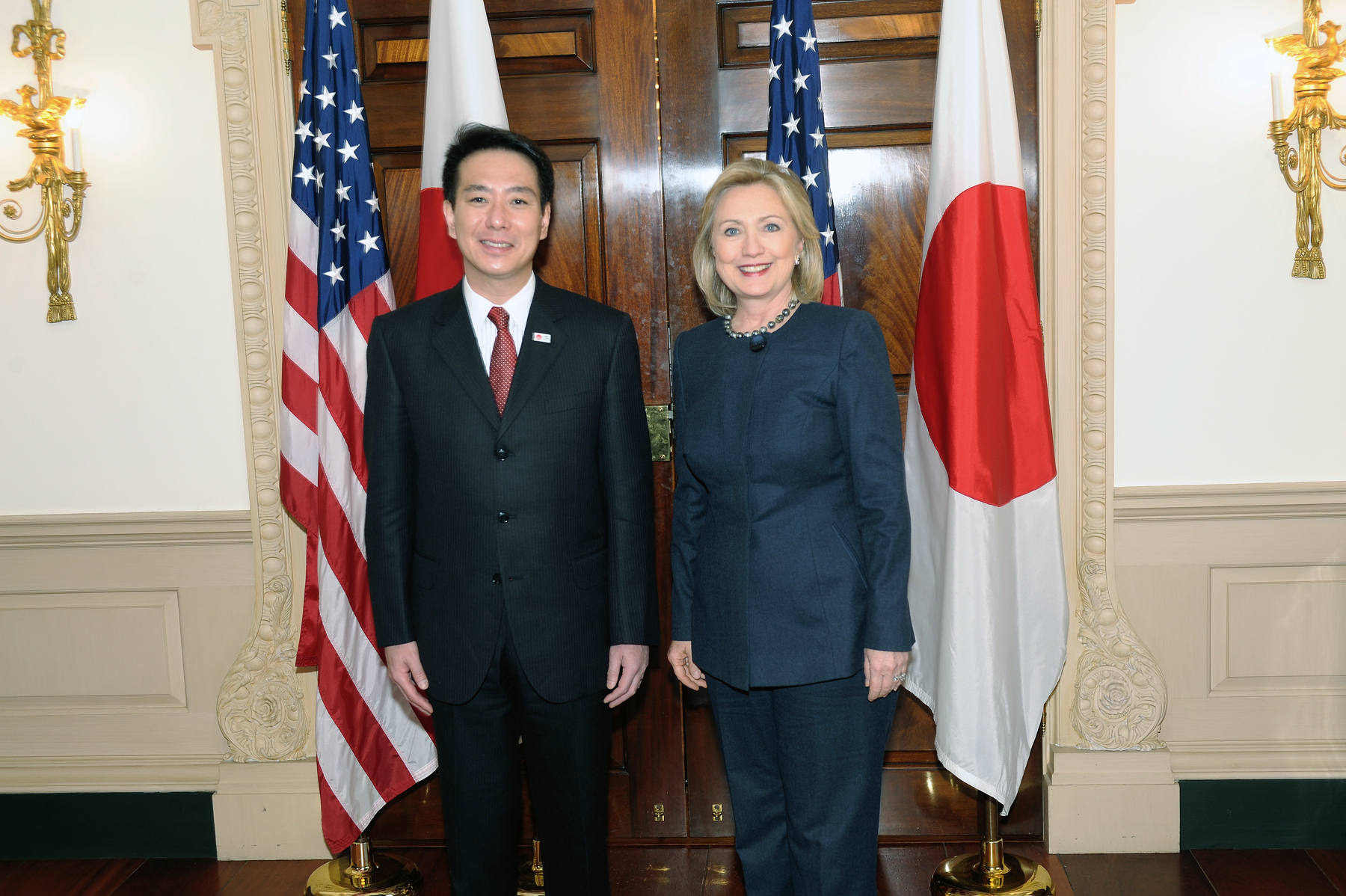
2011年1月6日、ワシントンD.C.の米国務省にて、米国務長官のヒラリー・クリントンと共に

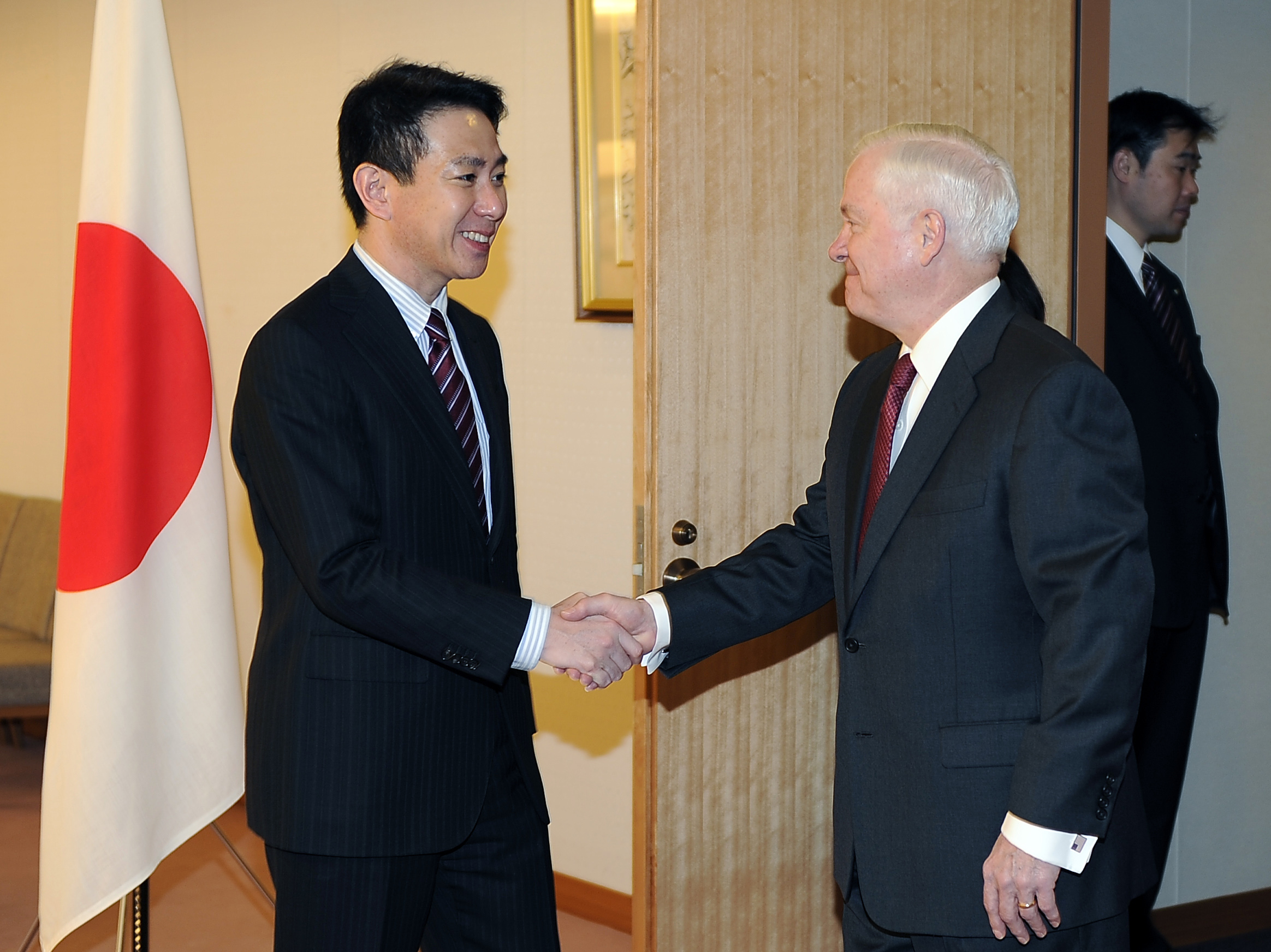
米国防長官のロバート・ゲーツ

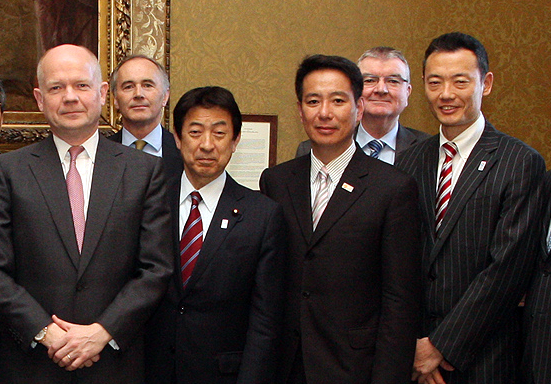
2013年5月2日、英外相のウィリアム・ヘイグ（前列左から1人目）、衆議院議員の塩崎恭久（前列左から2人目）、前衆議院議員の中田宏（前列右から1人目）、駐日イギリス特命全権大使のティモシー・ヒッチンズ（後列左）らと共に

日米同盟強化、中国脅威論、憲法9条の第1項、第2項は維持したうえで、条文追加によって自衛隊の保持を明記することの必要性、武器輸出三原則の見直し、北朝鮮のミサイル基地などを自衛隊が攻撃することが可能になる「敵基地攻撃能力」の保有の検討などを主張している。
沖縄・北方担当大臣在任中の2009年（平成21年）10月17日、北方領土洋上視察後の記者会見で「旧ソ連による不法占拠と言い続ける」旨を発言し、ロシア外務省から抗議を受けている。
野田政権の尖閣諸島国有化に関して「都知事がこういうことを言い出さなかったら、問題は起きていない」と石原都知事がいなければ国有化はしていないという趣旨の発言をし、石原のスタンドプレーに疑問を呈している。

### 内政
- 選択的夫婦別姓制度に賛意を示す[155][156]。
- 1999年（平成11年）7月に国旗国歌法の採決で反対票を投じる[157]。靖国神社を巡っては、A級戦犯を他神社に「遷座」した上で、天皇や総理大臣の参拝を可能とする環境整備を主張している。自身の参拝については、A級戦犯が合祀されているため大臣在任中は行かないとしている[158]。

### 経済
経済政策においては改革派に属し、経済成長を重視した「真の構造改革」が必要の立場を採る。当時内閣総理大臣だった菅直人が「一に雇用・二に雇用・三に雇用」というスローガンを打ち出したのに対し異論を唱え、脱原発の元「一に成長・二にも三に成長」と産業発展重視を唱えた。
他に、公共事業改革が持論で、これは恩師高坂正堯が前原に与えた遺言でもあるという。民主党でも社会資本整備ネクスト大臣や「公共事業を見直す委員会」の事務局長を務めるなど、一貫して公共事業問題に取り組んできたが、こうした活動が鳩山内閣での国土交通大臣就任につながっていった。
安倍政権が打ち出した経済政策「アベノミクス」について、アベノミクスの3本の矢のうち、大胆な金融緩和と民間投資を促す成長戦略については民間政党の立場から大賛成と述べるなど一定の評価をしているものの、「インフレ期待だけに働きかけてすべてがよくなるということはあり得ないということを国民に訴える。アベノミクスの危うさ、問題点を訴えていく」との考えを示している。また「日本経済を破綻に招きかねないリフレ至上主義についてはノーを言っておくことが国益だ」と述べている。
日本のデフレの背景として、日本の人口減少が消費の需要を全体的に押し下げる結果、影響していると指摘している。

### 社会保障
2014年には、「社会保障に手をつけないとダメです。歳出カットと負担増と、両方やらないといけない。」と、社会保障費の「削減」を主張していた。前原は「個人の資産を把握できるマイナンバー制度が鍵だと思っています。高齢者の方でも、資産があれば医療費の一部負担増をお願いするとか、ある程度、社会に協力していただく。若者だけに負担を強いるわけにはいきません。」としており、高齢者の負担を増やし、その分を若者にまわすべきだとしていた。
しかし、2017年9月民進党代表選挙以降は国民負担を増加させて広範に社会保障を提供する「All for All」政策を主張している。

### TPP
2013年3月12日、アメリカ政府が野田政権当時の日本政府に、TPPの事前協議で
- アメリカが輸入乗用車に2.5%、トラックに25%を課している関税撤廃に猶予期間を設ける
- アメリカの安全基準を満たした車は日本の安全審査なしとする輸入枠を米韓FTAと同様に設ける
- かんぽ生命の学資保険の内容変更

を要求したと説明、内閣総理大臣の安倍晋三に対し「われわれは、あまりに日本に不公平だったので妥協しなかった。」と述べ、「安倍政権は妥協して交渉参加表明することはないですね」と（TPPに参加しないよう）求めた。

### 人づくり
政治における様々なテーマの中でも特に教育、人づくりが重要であると主張。コミュニティ・スクールの成功例を伝道師として広めていくことが政治家として大事だと話し、ニート対策については、ただ補助金を出すのではなく費用対効果を分析してチェックする必要があると述べている。

## 人物・エピソード
- 数学・物理が好きで、京都教育大附属中・同高校の中1から高3まで6年間、数学専門の塾に通った[4]。俳優の山西惇は塾の同級生だった[168][169]。
- 熱狂的な阪神ファンで、「物心ついてから、ずっと阪神タイガース一筋」だった[170]。松下政経塾時代、寮の4人部屋にはテレビが１台しかなく、同室の塾生が巨人戦を見ていた所、突然「阪神じゃないとあかん!いつまで見とるんや!!」と怒り出すほどだった[171]。
- 高校時代野球部であったことから、2014年7月には民主党 (日本 1998-2016)、日本維新の会 (2012-2014)、みんなの党、結いの党所属議員らによるチームに誘われ文京区の中学生と対戦。8-15で負ける[172]。2016年には民進党議員らによって結成されたチーム「民進カチマス」のキャプテンとして参加し[173]、三鷹市の女子野球チームと対戦。六回に代打として打席に入るも死球を受けた[174]。
- 鉄道ファンで知られる。SL写真の撮影ならびに収集、時刻表の分析がメインで、他の趣味は妻との食事、ドライブ。秩父鉄道で動態保存されている国鉄C58形蒸気機関車を撮影した写真が2008年度の秩父鉄道SLカレンダーの表紙に採用されたり、2008年（平成20年）に西日本旅客鉄道（JR西日本）山口鉄道部で発売されたSLやまぐち号オレンジカードセットの台紙写真に前原の写真が採用された[注釈 3]こともある。また、鉄道趣味誌「鉄道ピクトリアル」（電気車研究会）「国鉄時代」「レイルマガジン」（いずれもネコパブリッシング）、あるいは旅行雑誌「一個人」（KKベストセラーズ）「旅の手帖」（交通新聞社）等に鉄道ファンとしてのインタビュー記事や寄稿がある(「国鉄時代」は数回登場、「旅の手帖」は本人撮影の絵葉書が付録)。さらに写真展の開催や撮影した写真を絵葉書にして頒布もしている。一個人特別編集「決定版 個室寝台列車を完全乗り比べ」によると愛用のカメラはミノルタα707siである (p.24)。
- 座右の銘は、「至誠 天命に生きる」。
- 尊敬する政治家は広田弘毅、好きな歴史上の人物は坂本龍馬。
- 愛読書は城山三郎の「落日燃ゆ」。歴史小説を好んでよく読むという。
- 永田町を代表するプロレスファン、格闘技マニアでもある。
- 公の場では標準語を話すことが多いが、普段は典型的な京都弁を話すことが多い。
- 学生時代に魚市場でバイトしていたとき、分けてもらった牡蠣で食中毒になった。このため、いまだに生牡蠣は苦手である[175]。

### 海外渡航歴
アメリカ合衆国、ロシア連邦、中華民国に渡航している。週刊誌により朝鮮民主主義人民共和国に渡航したと報じられた。

## 交友・交流関係

### 安倍晋三
安倍晋三とは当選の同期であり、議員会館も隣りの部屋（安倍の部屋の前の住人は安倍晋太郎、前原の部屋の2代前の住人は安倍の祖父岸信介）。安全保障政策に関して気心知れた仲であり、2期目あたりまでは酒を一緒に飲みに行く仲であった。また、砂糖がなくなれば貸し借りしたり、通行証を貸し借りするほどの仲であった。お互いの携帯電話番号も交換しており、安倍が選挙の応援演説で前原の選挙区に入る時、安倍の方から「ちょっと選挙区に入らせて貰います」と挨拶が入ることもあったという。
2007年8月27日に第1次安倍改造内閣が発足すると、安倍との交友関係や小沢一郎との確執等の風聞をもとに、前原が防衛相として入閣する可能性が御厨貴、宮崎哲弥、与良正男などによって取り沙汰されたこともあった。
また、第1次安倍内閣で幹事長を務めた中川秀直とも親しいとされる。

### 石破茂
石破茂との仲も良い。石破の出身地は鳥取県八頭町である。前原本人の出身地は京都市だが、父親は鳥取県境港市出身であった。双方とも首相の靖国神社公式参拝に反対している他、防衛問題でも意見が一致。鉄道やプラモデルの話題でも話が盛り上がることがあり、鉄道番組で共演したこともある。石破は、2008年（平成20年）9月に行われた自民党総裁選に立候補したが、これは前原との会話が間接的な原因となったとする報道がある。

### 小沢一郎
マスコミの報道等では、小沢一郎に距離を置く議員の1人として上げられることが多く、旧民主党時代には反小沢系の議員グループ七奉行の会にも名を連ねた。
小沢との確執の原因は、2005年の民主党代表選で、小沢サイドが前原支持と引き換えに幹事長ポストを要求した際、前原が固辞したことにあるとされる。小沢代表時代も、マニフェストや国会対策、安保政策を巡って対立しているといわれたが、2009年（平成21年）に前原が国土交通大臣、小沢が幹事長に就任すると、道路政策を巡って双方の対立がエスカレートした。また、2011年8月29日に行われた民主党代表選で前原は小沢の支援を要請したが、小沢に近い議員の幹事長就任を拒んだことで小沢の擁立した対立候補である海江田万里と争うことになった。
2012年には、当時党政調会長だった前原が消費税増税を巡る党内調整を巡り野田首相と対立すると、増税に反対する小沢は前原と接触したが、その後、前原は6月に党内手続きを打ち切った。これに反発した小沢グループは消費増税法案の採決で造反し集団離党したため、袂を別つこととなった。
その後、前原は2016年ごろから小沢と会合を重ね、関係修復を進めていると報じられた。

### 凌雲会
旧民主党内では、仙谷由人や枝野幸男らと共に凌雲会（「前原グループ」）を率いており、中堅･若手議員を中心に党内で一定の勢力を有した。また、同じく松下政経塾・日本新党出身の野田佳彦が率いる花斉会（野田グループ）とは政治理念や政策が共通する部分が多く、共同歩調をとることが多かった。

### 日本維新の会
日本維新の会とは民主党政権時代、特に閣僚の時には極めて批判的であり、当時代表であった橋下を念頭に、「橋下さんのような政治を知らない人が議席を持ち、運営したらどうなるでしょう。この国は大変なことになりますよ。」と講演会で発言したこともあったが、民主党政権が下野し、政権交代した後は維新の党と野党勉強会を開いて協力姿勢を構築するなど、徐々に態度が軟化していった。ただ、それ以降も新国民民主党結成時までは一定の距離は保っていた。しかし、2020年頃から急接近し、前原が大阪都構想に前向きで第26回参議院議員通常選挙の京都府選挙区で維新の公認候補に対して全面的な支援を行ったり、前原自身が国民民主党を離党して新党を結成して統一会派を組むに至るなど、維新と共同で政治行動をとっていた。なお、2024年に維新に合流し共同代表をつとめた。
2020年6月、前原と維新の馬場伸幸幹事長（当時）が「新しい国のかたち（分権2.0）協議会」という名称の勉強会を設立し、前原は馬場と共に代表世話人になった。地方分権の推進で国のあり方を変えるという趣旨の団体で、維新や（旧）国民、（旧）立憲民主などの国会議員約40人が参加した。この会の設立趣意書には、日本維新の会の母体である大阪維新の会の最重要政策の大阪都構想の文言が盛り込まれた。翌月の会合では大阪府知事の吉村洋文が登場し、大阪都構想の必要性を訴えた。
2022年の第26回参議院議員通常選挙においては、前原の地元である京都府選挙区で民主党、民進党を共に渡り歩いた福山哲郎が立憲民主党から立候補している中で福山と袂を分かち（2016年の選挙で前原は福山を応援していた）、維新公認候補の楠井祐子を全面的に支援。前原の選挙区（京都府第2区）においては、国民民主党の広報板に前原と楠井のポスターの両方が掲げられていたが、約17,000票差で楠井は福山に敗北した。

### 日本共産党
平和安全法制成立後日本共産党が同法廃止を目標とした政権構想「国民連合政府」の成立を民主党を含む各野党に呼び掛けた際、前原はテレビ番組の中で「共産党はシロアリのようなものだ。協力したら土台が崩れていく。」と述べ選挙協力に前向きな姿勢を取る岡田克也代表ら当時の執行部に批判的な見解を述べた。この発言について当時の民主党幹事長枝野幸男が当時の共産党書記局長だった山下芳生に謝罪を行う事態となった。
一方、民進党結成後は、北海道5区の補欠選挙にて共産党幹部と並び野党統一候補の応援演説をするようになり、第24回参議院議員通常選挙後は野党共闘（民共共闘）がある程度の功を制したことを受け「政策論議を深め、共闘のフェイズ（局面）をさらに進化させる。政策論議のすえの共闘努力こそ、私たちの責任だ」と述べ、政策論議を重要視することを条件に野党共闘を推進する立場を明らかにした。
しかし、2017年（平成29年）9月に民進党代表に就任すると共産党との野党共闘の合意について見直しを含めて検討することに言及した。さらに希望の党が結成されると「非自民非共産」の大きな塊を作ることを目的に希望の党との合流を決意し、総選挙に民進党候補を立てなかった。希望の党の獲得議席が芳しくなかったことから前原は代表を辞任することになったが、後日のインタビューでこの決断について「後悔はしていない」「共産党に魂を売って惨敗するより、チャレンジしてよかった」と心境を語った。
その後も、2018年（平成30年）8月の国民民主党京都府連の結成大会や2019年（平成31年）1月の連合京都の旗開きでも「非自民非共産」の枠組みを維持したいと訴えている。2024年7月の2024年東京都知事選挙で元立憲民主党の蓮舫が敗北したことについて、「共産党と組む『立憲共産党』では、固定票すらなかなか取れないことが分かった」と語り、共産党と組んだのは「（立民の）党としての失敗だった」と分析した。

## 不祥事・騒動

### 外国人献金問題
- 2011年3月4日、前原が京都市内の韓国籍の女性から[58]政治献金を受け取っていたことが判明した[60]。前原はこの女性から年5万円、4年間で合計20万円を受領していた[59][60]。
- 2011年8月27日、上記の外国人献金問題発覚後、2005年から2010年までの6年間を前原の事務所が調査した結果、新たに在日外国人3人と、在日外国人が代表取締役を務める法人からの献金、計34万円分の外国人献金が発覚した[200]。8月27日の発表前にこの献金は返金されている。
- 2011年9月1日、8月27日の発表分とは別に在日韓国人が株の大半を所有する企業から1996年から2003年までの間計約100万円の献金を受けていることが発覚した[201]。なお、この献金問題は時効の3年を過ぎているので返金は議員の寄付に当たり公職選挙法違反になるのでできない。

### 事務所費問題
2012年10月29日、秘書宅を事務所として届け出て経費1232万円を計上し、事務所の実態がないことが明らかになった。自民党の石破茂幹事長は、「自民党政権時代はこの問題で閣僚辞任が起こっている」 と述べている。閣僚交代になれば、野田第3次改造内閣において田中慶秋法務大臣に次ぐ2人目である。このことに対して、前原自身は「れっきとした実態がある。弁護士とも相談したが問題はない」と答えている。この件に絡み、「まえはら誠司東京後援会」の2010年分の政治資金収支報告書のなかに、異常な額の会合費が記述されていることが報道された。6月11日だけでも、割烹、日本料理店、中華料理店、京懐石など7件、100万円以上支出したと記されていた。
2012年11月12日の衆議院予算委員会では「領収書を取る時間がなかったので、それに対する領収書を書いたもので偽造ではない」などと答弁している。

### 産経新聞の排除
2012年2月23日、前原は産経新聞が用いていた「言うだけ番長」という表現を問題視し、取材拒否の通告と、実際に同日夕に国会内で開いた記者会見で記者の出席を拒否、さらに民主党政策調査会への取材も認めないと通告した。産経新聞によれば、23日昼、人事異動のあいさつのため国会内で前原と接触したところ、前原は衆院議員会館の自室で記者に対して、「ことあるごとに『言うだけ番長』と書く」理由を産経会長名の文書で要求した。そして、回答がない限り産経には政策調査会の取材を認めないことを通告したという。また、産経新聞の記者が会見場にいるため「（会見は）始められない」とし、その後別室で、参加する記者たちに名刺の提出を要求したという。産経新聞の記者が名刺を差し出したところ、党職員が「産経新聞はお断りしています」と入室を拒否した。前原は「受容限度を超えた。記者に批判する権利はあるが、事実に基づかなければならない」と記者会見で述べたという。
朝日新聞では、2012年2月25日社説にこの問題を取り上げ、政治家は常に批判にさらされるものであり、取材拒否は、政治家としての狭量ぶりを印象づけると前原を批判するとともに、民主党に対しても批判している。政治評論家の浅川博忠は、「総理を目指す政治家としては、度量が狭過ぎる印象を与えてしまった。批判も包み込む『大きさ』をみせるべきだった」と指摘した。毎日新聞論説副委員長の与良正男は｢大人気ないですよ。民主党政権はすぐにメディアを選別したがる傾向が強い｣と批判した。東工大教授の尾崎弘之は｢前原さんは逆に宣伝しちゃいましたね。自分はこう呼ばれているんだということを。知らない人もこれで注目しますよ｣と批評した。政治評論家の三宅久之は、民主主義下では、与党を批判するのは健全な政治のために当然の行為であり、政党助成金を受け取っている公党の要職にある者が、謙虚に受け止めることなく、気に入らない者を排除することで自分の正当性を守ろうとする対応は、政治家として幼稚と批判した。政治家の間でも批判や擁護の声があがった。
産経新聞は「主張」で、「報道内容が気に入らないからと特定のメディアを締め出して、自己正当化を図るような行為は断じて許されない」とした上で、記者の排除に対して、他の報道機関も前原や民主党に抗議したことを明かした。さらに、自衛隊施設での行事で、民間人の政権批判を封じることを目的とした防衛事務次官通達を出したことや、新たな人権救済機関「人権委員会」の創設を目指していることなどを引き合いに出し、この問題を「民主党の体質」と結び付けて批判した。
「言うだけ番長」は、「言葉ばかりで、結果が伴わない人」との意味を、漫画「夕やけ番長」をもじって表現したもので、メディアの批判として許容範囲であり、公人への人権侵害や名誉毀損には当たらない、と産経新聞は主張している。これまでも読売新聞に「『言うだけ番長』という不名誉なあだ名もある」（11年10月30日付朝刊）など少なくとも2回、さらに西日本新聞や沖縄タイムスといった地方紙のほか、週刊新潮やサンデー毎日といった週刊誌、夕刊紙でも同様の表現が見受けられる。産経新聞より先に使った例は、分かった範囲では2011年8月のサンケイスポーツ記事が見つかっている。なお、週刊ポスト2012年3月16日号によると、産経新聞が作った造語ではなく、それ以前に永田町では有名な通り名にしかすぎないという。最終的に、2012年2月28日の会見で前原は産経新聞の出席を認め、産経新聞の排除を撤回した。

### 旧統一教会との関係
ジャーナリストの鈴木エイトが作成した「旧統一教会関連団体と関係があった現職国会議員168人」によれば、旧統一教会関連団体との関係について、2011年に教団系メディアの『ワシントン・タイムズ』に全面意見広告を掲載したとされる。

### 喪主が選挙区内在住の葬儀に名前入りの供花を送る
2024年8月28日常、区外の京都市民の葬儀に名前入りの供花を贈っていたことが分かった。選挙区内の有権者への寄付を禁じた公職選挙法に抵触する可能性があると報道があった。前原は「故人が選挙区外であれば贈っていいと認識していた。故意や違法性の認識はなかったが、今後は改める」と説明した。前原は報道機関から違法性を指摘され、総務省に確認したところ、「葬儀場が選挙区外でも、喪主が選挙区内に在住している場合は喪主に贈ったという解釈もでき、公選法に抵触する恐れがある」などとの説明を受けたという。

## 家族・親族

### 前原家
（鳥取県境港市、京都府京都市）
両親は鳥取県出身（父親は境港市、母親は日野郡日南町）である。前原によると「私は京都生まれの京都育ちなんですが、父親が鳥取県の境港、母親は上石見、伯備線の最も岡山寄りのところの出身」という。前原家について、前原は「普通の家庭だったんですね。当然金もないし、祖先に遡っても政治家はいないと思う家系ですよ。」と述べている。
- 父・博（元・京都家庭裁判所職員）
- 母
- 姉 1959年生まれ
- 妻

### 略系図
|  |  |  |  |  |  |  |  | 前原博 | 前原博 | 前原博 | 前原博 | 前原博 | 前原博 |    |    |  |  |          |          | 母       | 母       | 母       | 母       | 母 | 母 |    |    |    |    |    |    |  |  |
|  |  |  |  |  |  |  |  | 前原博 | 前原博 | 前原博 | 前原博 | 前原博 | 前原博 |    |    |  |  |          |          | 母       | 母       | 母       | 母       | 母 | 母 |    |    |    |    |    |    |  |  |
|  |  |  |  |  |  |  |  |        |        |        |        |        |        |    |    |  |  |          |          |          |          |          |          |    |    |    |    |    |    |    |    |  |  |
|  |  |  |  |  |  |  |  |        |        |        |        |        |        |    |    |  |  |          |          |          |          |          |          |    |    |    |    |    |    |    |    |  |  |
|  |  |  |  |  |  |  |  |        |        |        |        |        |        |    |    |  |  |          |          |          |          |          |          |    |    |    |    |    |    |    |    |  |  |
|  |  |  |  |  |  |  |  |        |        | 姉     | 姉     | 姉     | 姉     | 姉 | 姉 |  |  | 前原誠司 | 前原誠司 | 前原誠司 | 前原誠司 | 前原誠司 | 前原誠司 |    |    | 妻 | 妻 | 妻 | 妻 | 妻 | 妻 |  |  |
|  |  |  |  |  |  |  |  |        |        | 姉     | 姉     | 姉     | 姉     | 姉 | 姉 |  |  | 前原誠司 | 前原誠司 | 前原誠司 | 前原誠司 | 前原誠司 | 前原誠司 |    |    | 妻 | 妻 | 妻 | 妻 | 妻 | 妻 |  |  |

## 略年譜
- 1975年
  - 京都市立修学院小学校卒業（3月）
- 1978年
  - 京都教育大学附属京都中学校卒業（3月）
- 1981年
  - 京都教育大学教育学部附属高等学校卒業（3月）
- 1987年
  - 京都大学法学部卒業（3月）
  - 松下政経塾入塾（第8期）（4月）
- 1991年
  - 京都府議会議員選挙（左京区・無所属）当選（4月）
- 1993年
  - 第40回衆議院議員総選挙（旧京都1区・日本新党公認）当選（7月18日）
- 1996年
  - 第41回衆議院議員総選挙（京都2区・旧民主党公認）2期目当選（現職文部大臣で宏池会の重鎮奥田幹生や京大法学部の先輩で日本共産党新人井上哲士に後塵を拝し比例復活）（10月20日）
- 2000年
  - 第42回衆議院議員総選挙（京都2区・民主党公認）3期目当選（6月25日）
- 2003年
  - 第43回衆議院議員総選挙（京都2区・民主党公認）4期目当選（11月9日）
- 2005年
  - 第44回衆議院議員総選挙（京都2区・民主党公認）5期目当選（9月11日）
  - 第5代民主党代表に就任（9月17日）
- 2006年
  - 堀江メール問題で民主党代表を辞任（4月7日）
- 2007年
  - 第6代民主党代表小沢一郎の下、民主党副代表に就任（9月5日）
- 2008年
  - 民主党の農業政策を不可能なバラ撒きと雑誌『中央公論』7月号で批判
  - 民主党「次の内閣」ネクスト農林水産大臣経験者から上記の発言についての抗議メール[22]を民主党内に一斉送信される（6月12日）
- 2009年
  - 第45回衆議院議員総選挙（京都2区・民主党公認）6期目当選
  - 鳩山由紀夫内閣の国土交通大臣、内閣府特命担当大臣（沖縄及び北方対策、防災）に就任（9月16日）
- 2010年
  - 内閣内の担当異動により内閣府特命担当大臣（防災担当）の任を免れる（1月12日）
  - 社会民主党の連立離脱に伴い、国土交通副大臣を辞任した辻元清美衆議院議員とカメラの前で抱擁し、話題となる。(5月31日)
  - 菅第1次改造内閣の外務大臣に就任（9月17日）
- 2011年
  - 京都市内で飲食店を営んでいる在日外国人から総額25万円の政治献金を受けていたことが3月4日の参議院予算委員会で明らかにされ責任を取り、外務大臣を辞任する意向を周辺に伝え[222]その後辞任した（3月6日）。
  - 民主党憲法調査会会長に就任。（5月10日）
  - 国会の裁判官訴追委員会委員長に就任。（5月26日）
  - 民主党代表選挙に、2度目の出馬をするが、5名中3位で敗北。（8月29日）
  - 民主党政策調査会長に就任。（8月31日）
- 2012年
  - 国家戦略担当大臣、海洋政策担当大臣・内閣府特命担当大臣（経済財政政策、科学技術政策、原子力行政、宇宙政策）に就任。
  - 第46回衆議院議員総選挙（京都2区・民主党公認）7期目当選
  - 国家戦略担当大臣、海洋政策担当大臣、内閣府特命担当大臣（経済財政政策、科学技術政策、原子力行政、宇宙政策）を退任。
- 2014年
  - 第47回衆議院議員総選挙（京都2区・民主党公認）8期目当選
- 2017年
  - 第3代民進党代表に就任。（9月1日）
  - 第48回衆議院議員総選挙（京都2区・無所属）9期目当選
- 2020年
  - 新国民民主党代表代行に就任。
- 2021年
  - 第49回衆議院議員総選挙（京都2区・新国民民主党公認）10期目当選
  - 国民民主党選挙対策委員長に就任（12月）。
- 2023年
  - 教育無償化を実現する会代表に就任。
- 2024年
  - 第50回衆議院議員総選挙（京都2区・日本維新の会公認）11期目当選
  - 日本維新の会国会議員団副代表に就任（10月）
  - 日本維新の会共同代表に就任（12月）。
- 2025年
  - 日本維新の会共同代表を辞任。

## 出演

### イベント
- 国際鉄道模型コンベンション 2017年8月20日（講演）

### 映画
- 劇場版 センキョナンデス（2023年2月18日、監督：ダースレイダー、プチ鹿島）

## 関連する団体・議員連盟
- 新憲法制定議員同盟（副会長）

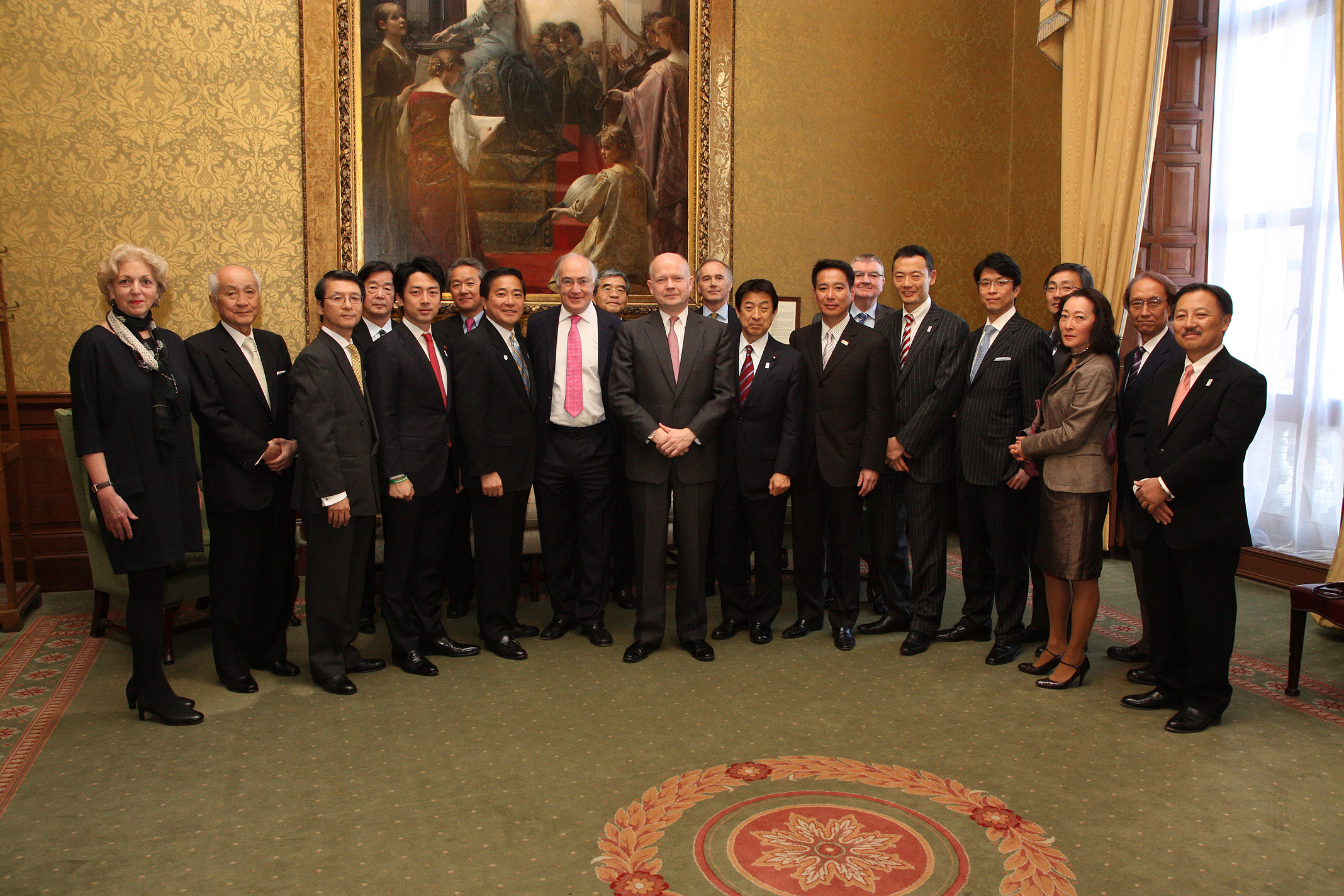
2013年5月2日、日英21世紀委員会第30回合同会議の参加者らと

- 新世紀の安全保障体制を確立する若手議員の会（世話人）
- 日米平和・文化交流協会（元理事、2007年12月退任）
- たばこと健康を考える議員連盟
- 国際観光産業振興議員連盟（副会長）
- 有志議員による建設職人の安全・地位向上推進議員連盟（最高顧問）
- 明治の日を実現するための議員連盟（副会長）[223] [224]

## 書籍
- 『石破茂・前原誠司ほかが集中講義!日本の防衛 7つの論点 別冊宝島Real』（宝島社） 2005年 ISBN 4796647899
- 『日本を元気にする地域主権』（PHP研究所） 2008年 ISBN 978-4569702285
- 『日本の成長の突破口はこれだ！国土交通省成長戦略』（大成出版社） 2010年 ISBN 978-4-8028-2966-3
- 『政権交代の試練―ポピュリズム政治を超えて』（新潮社）2012年 ISBN 978-4103331711
- 『分断社会ニッポン』（朝日新書）2016年 ISBN 978-4022736802

## 選挙歴
| 当落 | 選挙                     | 執行日         | 年齢 | 選挙区        | 政党         | 得票数     | 得票率 | 定数 | 得票順位 /候補者数 | 政党内比例順位 /政党当選者数 |
| ---- | ------------------------ | -------------- | ---- | ------------- | ------------ | ---------- | ------ | ---- | ------------------ | ---------------------------- |
| 当   | 1991年京都府議会議員選挙 | 1991年4月7日   | 28   | 京都市左京区  |              | ーー票     | ーー   |      | /                  | /                            |
| 当   | 第40回衆議院議員総選挙   | 1993年07月18日 | 31   | 旧京都府第1区 | 日本新党     | 6万5182票  | 17.04% | 5    | 2/10               | /                            |
| 比当 | 第41回衆議院議員総選挙   | 1996年10月20日 | 34   | 京都府第2区   | 民主党       | 3万1257票  | 21.23% | 1    | 3/4                | 4/5                          |
| 当   | 第42回衆議院議員総選挙   | 2000年06月25日 | 38   | 京都府第2区   | 民主党       | 5万2077票  | 33.46% | 1    | 1/5                | /                            |
| 当   | 第43回衆議院議員総選挙   | 2003年11月09日 | 41   | 京都府第2区   | 民主党       | 7万3934票  | 49.73% | 1    | 1/3                | /                            |
| 当   | 第44回衆議院議員総選挙   | 2005年09月11日 | 43   | 京都府第2区   | 民主党       | 7万3795票  | 42.79% | 1    | 1/3                | /                            |
| 当   | 第45回衆議院議員総選挙   | 2009年08月30日 | 47   | 京都府第2区   | 民主党       | 10万1151票 | 57.52% | 1    | 1/5                | /                            |
| 当   | 第46回衆議院議員総選挙   | 2012年12月16日 | 50   | 京都府第2区   | 民主党       | 7万2170票  | 49.35% | 1    | 1/4                | /                            |
| 当   | 第47回衆議院議員総選挙   | 2014年12月14日 | 52   | 京都府第2区   | 民主党       | 6万6227票  | 50.44% | 1    | 1/3                | /                            |
| 当   | 第48回衆議院議員総選挙   | 2017年10月22日 | 55   | 京都府第2区   | 無所属       | 6万5480票  | 48.71% | 1    | 1/3                | /                            |
| 当   | 第49回衆議院議員総選挙   | 2021年10月31日 | 59   | 京都府第2区   | 国民民主党   | 7万2516票  | 48.89% | 1    | 1/4                | /                            |
| 当   | 第50回衆議院議員総選挙   | 2024年10月27日 | 62   | 京都府第2区   | 日本維新の会 | 6万922票   | 45.87% | 1    | 1/6                | /                            |